# 血汗症
血汗症（Hematidrosis）也稱為血汗（blood sweat）是流汗時汗液中會帶有血液的罕見疾病。血汗症的原文源自古希臘語 haîma/haímatos（αἷμα/αἵματος，意思是血）及hīdrṓs（ἱδρώς，意思是汗）。

## 症狀及體徵
血汗一般會從前額、指甲、肚脐等皮膚滲出。而且血液從粘膜皮膚區滲出，會造成流鼻血、帶血的眼淚、或類似月經的異常陰道分泌物。發作時會伴隨頭痛、腹痛有時分泌的液體很稀，感覺上只是帶有血的液體而已，有時分泌的液體濃椆，感覺上就是出血。
雖然血汗症失血情形不嚴重，不過也會使得皮膚變軟且變脆弱。